# Scooter - Agente segreto
Scooter - Agente segreto è una serie televisiva per ragazzi creato dalla rete televisiva australiana Network Ten nel 2005. In Italia va in onda per la prima volta su Rai 3 l'anno dopo.

## Trama
Scooter è un ragazzo orfano e molto impacciato che durante una consegna di pizze trova un computer appartenente al miglior agente segreto dell'Australia. Decide allora di portare a termine le missioni assegnate a X-19, continuando allo stesso tempo a lavorare come porta-pizze nella pizzeria Pescari. Nell'impresa lo aiuteranno Katrina, esperta d'informatica, e Melanie, la figlia del proprietario della pizzeria (per cui nel corso della serie svilupperà un sentimento romantico).

## Episodi
| Stagione       | Episodi | Prima TV originale | Prima TV Italia |
| -------------- | ------- | ------------------ | --------------- |
| Stagione unica | 26      | 2005               | 2006            |